# Норвуд, Брэнди
Брэнди Райана Норвуд (англ. Brandy Rayana Norwood; род. 11 февраля 1979, Мак-Ком, штат Миссисипи, США), более известная мононимно как Брэнди — американская R&B-певица, автор песен, актриса и продюсер, лауреат премии «Грэмми». В 1993 году подписала контракт с лейблом Atlantic Records и через год выпустила дебютный альбом Brandy, который разошёлся по всему миру тиражом в шесть миллионов экземпляров. В 1996 году Брэнди начала сниматься в главной роли в ситкоме «Мойша», ставшим самым просматриваемым шоу телеканала UPN. В 1998 году Норвуд вместе с певицей Моникой выпустила композицию «The Boy Is Mine» — одну из наиболее успешных песен всех времён в США, которая принесла обеим исполнительницам победу на «Грэмми». Второй альбом Брэнди Never Say Never разошёлся по всему миру тиражом более 17 миллионов экземпляров.
В 2002 году Брэнди снималась в реалити-шоу Diary Presents Brandy: Special Delivery на телеканале MTV, которое завершилось рождением дочери певицы. В том же году Норвуд выпустила альбом Full Moon, а в 2004-м — пластинку Afrodisiac. Оба диска были благосклонно приняты критиками. В 2006 году Брэнди стала членом жюри в первом сезоне телеконкурса «Америка ищет таланты». В 2008 году певица выпустила альбом Human, который получил высокие оценки музыкальных критиков, но потерпел неудачу в хит-парадах.
В 2010 году Норвуд приняла участие в одиннадцатом сезоне телешоу «Танцы со звёздами» и начала сниматься в реалити-сериале Brandy & Ray J: A Family Business. В 2012 году Брэнди получила роль первого плана в комедийном телесериале «Игра» и выпустила шестой студийный альбом Two Eleven, который был высоко оценён критиками. В 2015 году певица дебютировала в бродвейском мюзикле «Чикаго», а в 2016 году сыграла главную роль в ситкоме Zoe Ever After и выступила его исполнительным сопродюсером. В июле 2020 года Норвуд в качестве независимого артиста выпустила седьмой по счёту альбом B7, который получил положительные отзывы критиков.
По состоянию на 2019 год общие продажи альбомов Норвуд по всему миру превышают 40 миллионов экземпляров.

## Биография

### Ранние годы
Брэнди Норвуд родилась 11 февраля 1979 года в Мак-Коме (Миссисипи) в семье Вилли Норвуда, исполнителя христианской музыки и регента церковного хора, и Сони Норвуд (Бейтс), районного менеджера компании H&R Block. Брэнди — старшая сестра певца и рэпера Рей Джея, а также двоюродная сестра рэпера Snoop Dogg и рестлерши Саши Бэнкс. Выросшая в христианской семье, Норвуд начала петь в два года в местном церковном хоре. В 1983 году Брэнди вместе с родителями переехала в Лос-Анджелес, где поступила в Hollywood High Performing Arts Center. В семь лет Норвуд стала поклонницей творчества Уитни Хьюстон, благодаря чему её интерес к музыке возрос. По воспоминаниям Брэнди, в школе ей с трудом приходилось уговаривать учителей отпускать её на прослушивания, поскольку она не находила среди них поддержки. В одиннадцать лет Норвуд начала принимать участие в конкурсах талантов и выступать на общественных мероприятиях в составе молодой певческой группы.
В 1990 году Норвуд заключила контракт с лейблом звукозаписи Teaspoon Productions, который возглавляли Крис Стоукс и Эрл Харрис. Они утвердили Брэнди на место бэк-вокалистки R&B-группы Immature и помогли сделать демозапись. В 1993 году, пройдя прослушивание, Норвуд подписала договор с компанией Atlantic Records. Чтобы заниматься менеджментом карьеры дочери, мать Брэнди уволилась с работы, а сама певица ушла из школы и с десятого класса занималась с частным репетитором. В том же году, на начальном этапе подготовки дебютного диска, Брэнди получила одну из главных ролей в ситкоме Thea, которая принесла ей и её коллегам по сериалу номинацию на премию Young Artists Award. Вскоре рейтинги программы стали падать, и после съёмок первого сезона сериал закрылся.

### 1993—1996:Brandyи «Мойша»
В сентябре 1994 года Норвуд выпустила дебютный студийный альбом Brandy, который закрепился на двадцатой строчке в американском хит-параде Billboard 200. Пластинка получила положительные отзывы музыкальных критиков: так, обозреватель сайта AllMusic Эдди Хаффман высоко оценил композиции и продюсирование диска. Альбом принёс Норвуд две номинации на премию «Грэмми» в категориях «Лучший новый исполнитель» и «Лучшее женское вокальное исполнение в стиле ритм-н-блюз», три номинации и победу на Soul Train Music Awards, четыре награды Billboard Music Awards и одну победу на New York Children’s Choice Award. Brandy разошёлся по всему тиражом более шести миллионов экземпляров. Три сингла с альбома, «I Wanna Be Down», «Baby» и «Brokenhearted», попали в первую десятку хит-парада Billboard Hot 100. «I Wanna Be Down» и «Baby» также возглавили чарт Billboard Hot R&B/Hip-Hop Songs и получили золотой и платиновый статусы в США соответственно. Композиция «Brokenhearted», записанная совместно с вокалистом Boyz II Men Ваней Моррисом, закрепилась на второй строчке в Hot R&B/Hip-Hop Songs. В 1995 году Брэнди гастролировала с группой Boyz II Men и певцом Бэбифейсом, выступая у них на разогреве, а также исполнила песню «Sittin' Up in My Room» для саундтрека к фильму «В ожидании выдоха». Трек занял вторую позицию в хит-параде Hot R&B/Hip-Hop Songs. В 1996 году, вместе с Тэмией, Чакой Хан и Глэдис Найт, Норвуд выпустила композицию «Missing You», которая прозвучала в кинокартине «Вызов» и принесла ей третью номинацию на «Грэмми» в категории «Лучшее совместное вокальное поп-исполнение».
В 1996 году Норвуд начала сниматься в ситкоме «Мойша», исполняя роль школьницы Моиши Митчелл. Изначально приобретённый CBS, сериал стартовал в январе 1996 года на UPN, став самым просматриваемым шоу этого телеканала. Программа имела высокие рейтинги, и вскоре на экраны вышел спин-офф под названием «Паркеры», однако после шести сезонов проект закрылся. За эту роль Норвуд получила награду NAACP Image Award. В 1997 году Брэнди, Рей Джей и их родители открыли благотворительный фонд The Norwood Kids Foundation с целью поддержки художественной самодеятельности в школах.

### 1997—2003:Never Say Never, кинокарьера иFull Moon

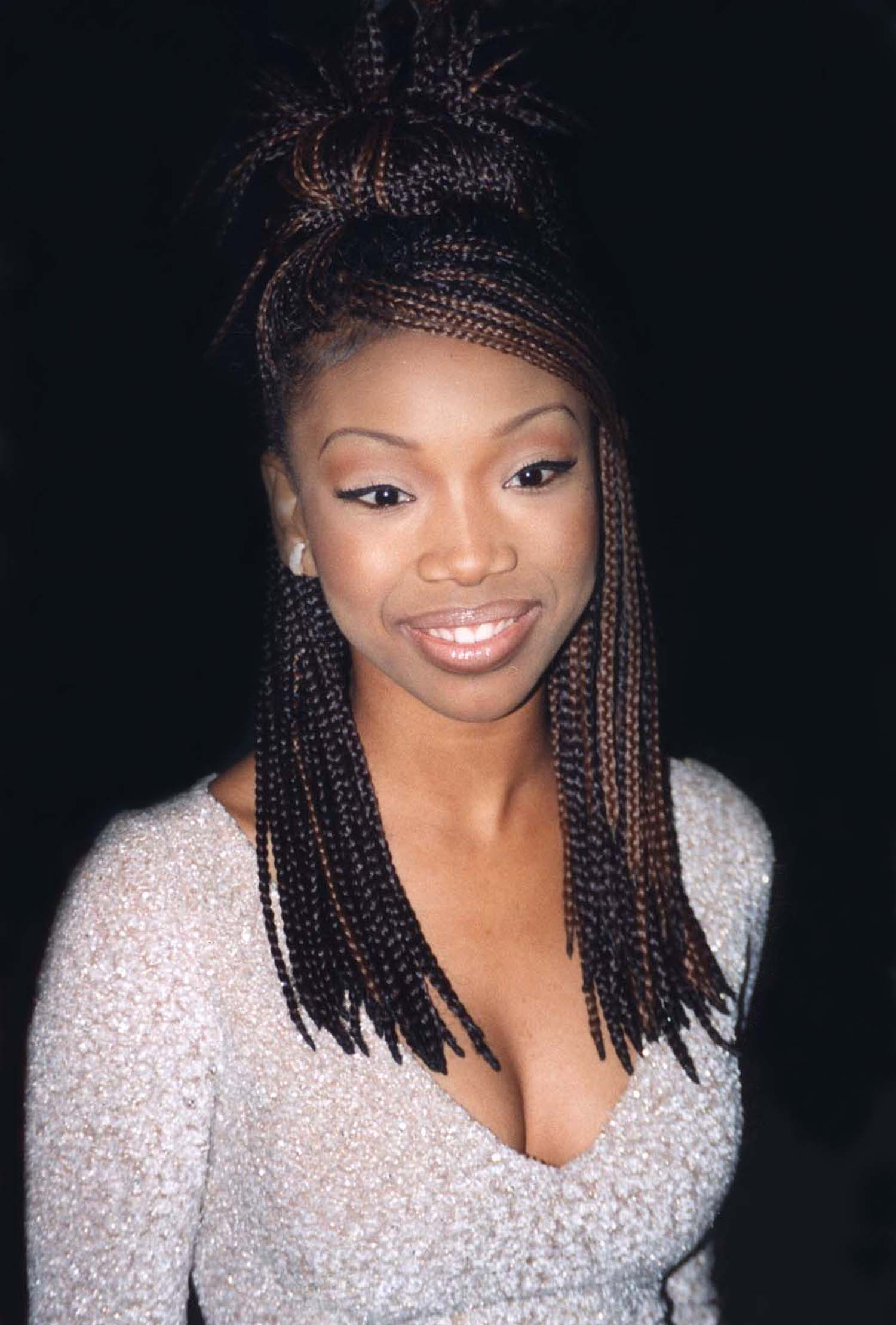
Брэнди Норвуд на премии журнала Essence в 1997 году

В 1997 году Уитни Хьюстон выбрала Брэнди на главную роль в музыкальном телевизионном фильме «Золушка», в котором также снялись Джейсон Александр, Вупи Голдберг и сама Хьюстон. Кинокартина вошла в двухчасовой выпуск Wonderful World of Disney, собравший 60 миллионов просмотров, принеся телеканалу ABC самые высокие рейтинги за 16 лет, и одержавший победу на «Эмми».
9 июня 1998 года Брэнди выпустила второй альбом Never Say Never. Певица написала и спродюсировала шесть песен, в частности, совместный трек с Моникой «The Boy Is Mine». Эта композиция стала одной из самых успешных песен всех времён в США, проведя рекордные тринадцать недель на вершине хит-парадов Billboard, и принесла обеим певицам «Грэмми» за «Лучшее исполнение дуэтом или группой в стиле ритм-н-блюз». Never Say Never разошёлся по всему миру тиражом более 17 миллионов экземпляров и получил положительные отзывы критиков. Стивен Томас Эрлевайн с сайта AllMusic отметил, что Брэнди и её команда «нашли золотую середину между Мэри Джей Блайдж и Мэрайей Кэри»; рецензент высоко оценил композиции «The Boy Is Mine» и «Top of the World», которые, по мнению Эрлевайна, «помогли сделать Never Say Never более авантюрной пластинкой» по сравнению с дебютной работой певицы. С альбома было выпущено семь синглов. Песня «Have You Ever?», написанная Дайан Уоррен, стала вторым синглом Норвуд, возглавившим чарт Bilboard Hot 100. В 1998 году Брэнди отправилась в мировой тур Never Say Never в поддержку диска, посетив города США, Европы и Японии.
В ноябре 1998 года Норвуд дебютировала как киноактриса в фильме «Я всё ещё знаю, что вы сделали прошлым летом», где сыграла Карлу Уилсон. Кинокартина обогнала оригинальный фильм в общей сложности на 16,5 миллионов долларов США, но получила негативные отзывы критиков, при этом рецензенты высоко оценили актёрскую игру Норвуд. Эта роль принесла Норвуд две номинации на Blockbuster Entertainment Awards и MTV Movie & TV Awards в категории «Лучший прорыв года». В 1999 году Брэнди вместе с Дайаной Росс снялась в телевизионной драме «Цена успеха», повествующей о напряжённых отношениях между матерью и дочерью. Съёмки проходили в Нью-Йорке в течение двадцати дней. Исполнительными продюсерами фильма выступили сами актрисы. В саундтрек вошли композиции с их альбомов Never Say Never и Every Day Is a New Day. В том же году Брэнди вместе с Уитни Хьюстон, Тиной Тёрнер и Шер выступила на ежегодном концерте телеканала VH1 Divas Live '99.
В 2001 году, после небольшого перерыва, Норвуд вернулась к музыкальной деятельности, записав совместно с братом Рей Джеем кавер-версию композиции Фила Коллинза «Another Day in Paradise» для трибьют-альбома Urban Renewal: A Tribute to Phil Collins. Выпущенная как сингл в Европе и Океании, песня мгновенно стала хитом, закрепившись в первой десятке нескольких хит-парадов. В феврале 2002 года Норвуд выпустила третий сольный альбом Full Moon, в который вошли песни в стиле R&B и поп-музыки. Над диском работали Родни Джеркинс, Уоррин Кэмпбелл, Майк Сити и другие продюсеры. Full Moon получил смешанные отзывы критиков; в журнале Rolling Stone музыку альбома назвали «безликим, фальшиво-сексуальным R&B». Пластинка дебютировала на вершине чарта Billboard Top R&B/Hip-Hop Albums и на второй строчке в хит-параде Billboard 200. Первый сингл с альбома «What About Us?» попал в первую десятку нескольких чартов по всему миру, а заглавный трек диска вошёл в первую двадцатку хит-парадов США и Великобритании. В течение 2002 года Брэнди и её супруг Роберт «Биг Берт» Смит писали и продюсировали песни для Тони Брэкстон, Келли Роуленд, Дин Кили и других исполнителей. В том же году на телеканале MTV стартовало реалити-шоу Diary Presents Brandy: Special Delivery, которое было посвящено беременности певицы и завершилось рождением её дочери.

### 2004—2009:Afrodisiac, «Америка ищет таланты» иHuman

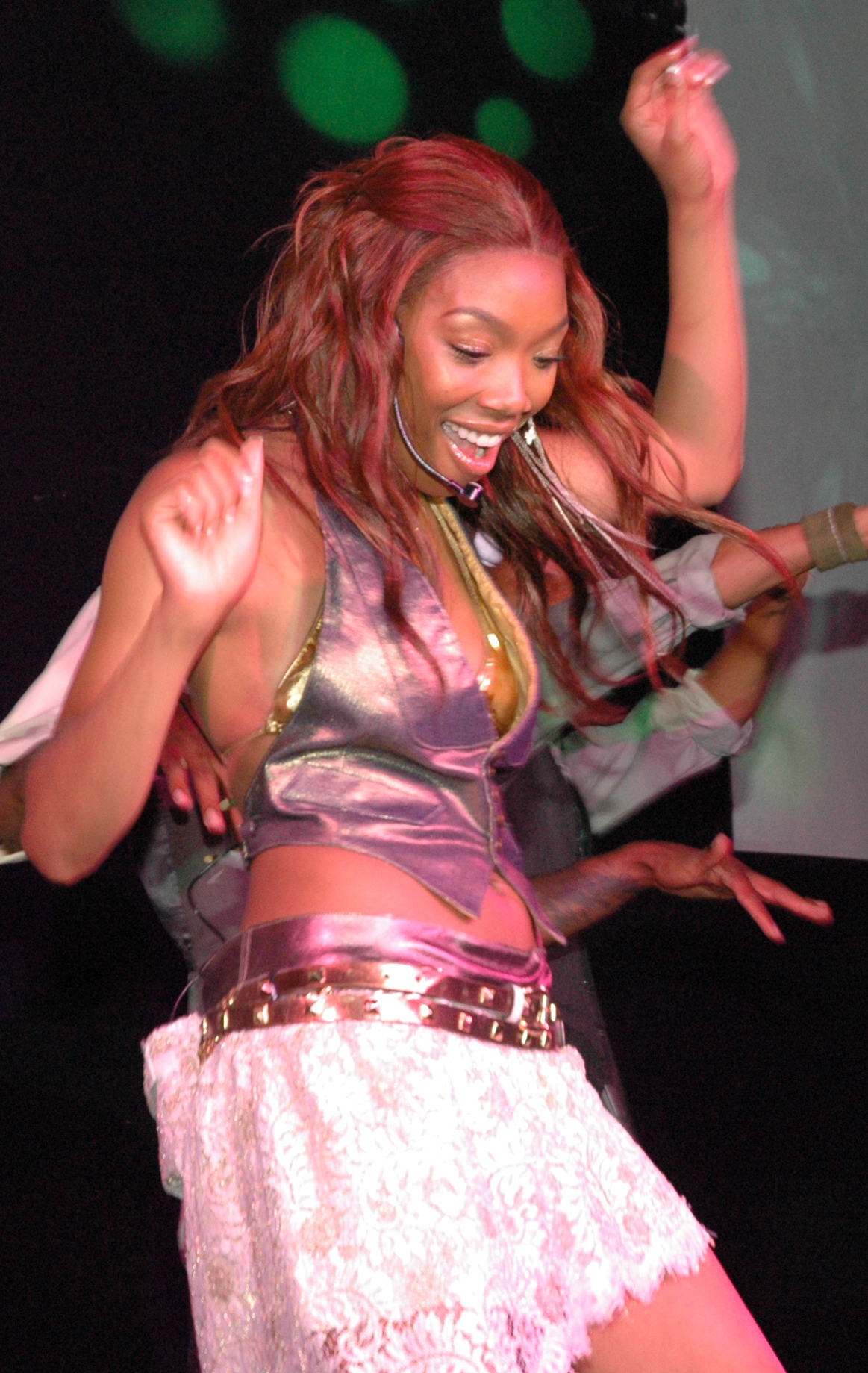
Брэнди выступает на концерте в 2004 году

В июне 2004 года, после небольшого перерыва, Брэнди выпустила четвёртый студийный альбом Afrodisiac. Пластинка получила преимущественно положительные отзывы критиков, одни из которых называли её одной из лучших работ в дискографии певицы, другие высоко отзывались о текстах песен, продюсировании Тимбалэнда и вокале Брэнди. Альбом дебютировал под третьим номером в хит-параде Billboard 200 и получил золотую сертификацию в США и серебряную в Великобритании. Первый сингл с пластинки, «Talk About Our Love», дуэт с Канье Уэстом, занял шестую строчку в британском чарте, но последующие синглы пользовались меньшей популярностью. В том же году певица прекратила сотрудничество с менеджером Бенни Мединой и продолжила работать с матерью. В сентябре Норвуд снялась в роли Глэдис Найт в одном из выпусков третьего сезона шоу American Dreams, исполнив композицию «I Heard It Through the Grapevine».
В конце 2004 года, после 11 лет сотрудничества, Брэнди покинула лейбл Atlantic Records, поскольку решила «двигаться дальше». В марте 2005 года вышел сборник песен The Best of Brandy, который попал в первую тридцатку хит-парадов Австралии, Великобритании и США. Диск получил положительные оценки критиков; Энди Келлман с сайта AllMusic высказал мнение, что «этот сборник, в отличие от многих других компиляций коллег Брэнди, вряд ли подтверждает творческий спад или угасание популярности».
В феврале 2006 года Брэнди снялась в ситкоме One on One, в котором также играл её брат Рей Джей, исполняя роль сестры его персонажа по имени Ди-Мак. В июне певица стала одной из трёх членов жюри в первом сезоне талант-шоу «Америка ищет таланты», завершившимся победой 11-летней Бьянки Райан. Летом 2007 года Норвуд должна была принять участие во втором сезоне шоу в качестве жюри, однако после автомобильной аварии в 2006 году исполнительница отказалась от участия в проекте, поскольку, по её словам, она «не сможет уделить новому сезону того внимания, которого он заслуживает». Её заменила телеведущая Шэрон Осборн.
В декабре 2008 года Брэнди выпустила пятый студийный альбом Human. Большую часть материала для пластинки написал и спродюсировал Родни Джеркинс; над диском также работали Брайан Кеннеди, RedOne и Джеймс Фаунтлерой. Human стал первым альбомом Норвуд, выпущенным на лейбле Epic Records, с которым певица заключила договор в начале 2008 года. Пластинка получила высокие оценки музыкальных критиков и закрепилась на 15-й позиции хит-парада Billboard 200, в первую неделю было продано 73 000 экземпляров диска. Альбом, однако, потерпел неудачу в других чартах, что привело к расторжению контракта Норвуд с лейблом Epic Records и компанией Roc Nation, которая занималась менеджментом певицы. Общие продажи диска в США составили 214 000 экземпляров. Первый сингл с альбома, «Right Here (Departed)», добрался до 34-й строчки в хит-параде Billboard Hot 100.
В июне 2009 года Норвуд отправилась в гастрольный тур в поддержку альбома Human. В декабре того же года Брэнди представила своё альтер эго Bran’Nu, исполнив речитатив в двух треках с альбома Тимбалэнда Shock Value II. В том же году она снялась в пилотном выпуске ситкома This Little Piggy.

### 2010—2014: возвращение к съёмкам в кино иTwo Eleven

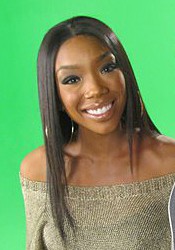
Брэнди Норвуд в 2011 году

В 2010 году Брэнди и Рей Джей вместе с родителями снялись в реалити-сериале под названием Brandy and Ray J: A Family Business, в котором демонстрировалась закадровая жизнь исполнителей. Исполнительными продюсерами шоу выступили сами члены семьи Норвуд. Программа включала в себя 11 эпизодов; осенью того же года на телеканале VH1 состоялась премьера второго сезона. В июне 2011 года на лейбле Saguaro Road Records вышел саундтрек под названием A Family Business, куда вошли треки в исполнении семьи Норвуд. Эллис Стюарт из The Washington Post назвала альбом «неуклюжим, милым и очень, очень благотворным сборником». С пластинки был выпущен сингл «Talk to Me», который закрепился на 37-й позиции в чарте Billboard Adult R&B Songs.
Осенью 2010 года Брэнди приняла участие в одиннадцатом сезоне реалити-шоу «Танцы со звёздами» в паре с Максимом Чмерковским. Певица заняла на проекте четвёртое место, что вызвало резонанс у жюри, зрителей и других конкурсантов, поскольку она считалась одним из лидеров того сезона. В августе 2011 года стало известно, что Норвуд заключила контракт с лейблами RCA Records и Chameleon Records. В сентябре того же года на телеканале The Hub стартовало талант-шоу под названием Majors & Minors, в котором Брэнди вместе с Райаном Теддером, Леоной Льюис и другими исполнителями выступила наставницей. Позже в том же году Норвуд вернулась к съёмкам в кино, появившись в молодёжном сериале «90210: Новое поколение» и сыграв Элизу Шейн в четвёртом сезоне комедийно-драматического телесериала «До смерти красива».
В 2011 году Брэнди сыграла эпизодическую роль бармена Шардоне в комедийном сериале «Игра». В следующем сезоне она стала постоянной участницей актёрского состава. В феврале 2012 года Брэнди совместно с Моникой записала композицию «It All Belongs to Me» для альбома Моники New Life. В мае того же года Норвуд выпустила дуэт с Крисом Брауном под названием «Put It Down». Сингл закрепился на третьей строчке в американском хит-параде Billboard Hot 100, что сделало его первой песней Брэнди за десять лет, попавшей в первую десятку чарта. В октябре Норвуд представила шестой студийный альбом Two Eleven, который ознаменовал её возвращение к композициям в стиле R&B. Пластинка заняла третью строчку в чарте Billboard 200 и возглавила Top R&B/Hip-Hop Albums.
В марте 2013 года Брэнди сыграла роль второго плана в кинофильме «Семейный консультант», который получил негативные отзывы критиков и имел умеренный коммерческий успех в США. В июне того же года Норвуд подписала контракт с агентством Creative Artists Agency. В июле певица стала почётным членом женского общества Alpha Kappa Alpha. В том же месяце Брэнди выпустила кавер-версию композиции группы Coldplay «Magic». В 2014 году Норвуд снялась в шоу Love & Hip Hop: Hollywood и в ситкоме The Soul Man. В том же году на церемонии BET Hip Hop Awards вместе с Куин Латифой, MC Lyte и Йо-Йо певица исполнила хип-хоп-ремикс на песню «I Wanna Be Down» в честь 20-летия этой композиции.

### 2015—2019: мюзикл «Чикаго» и телепроекты
После завершения съёмок в последнем сезоне сериала «Игра», в апреле 2015 года Брэнди дебютировала в бродвейском мюзикле «Чикаго», где сыграла главную роль Рокси Харт. Постановка пользовалась успехом, что позволило Норвуд повторно исполнить роль в 2016 и 2017 годах. В 2015 году совместно с британским дуэтом 99 Souls Брэнди выпустила сингл «The Girl Is Mine», для которого перезаписала вокальные партии из трека «The Boy Is Mine». Композиция закрепилась на пятой строчке в основном британском чарте и возглавила американский танцевальный хит-парад.
В январе 2016 года Норвуд снялась в главной роли в ситкоме Zoe Ever After, а также выступила его исполнительным сопродюсером. Сериал повествует о матери-одиночке Зои Мун, которая пытается начать новую жизнь и запустить собственную линию косметики. В том же месяце Брэнди выпустила первый сольный сингл за четыре года «Beggin & Pleadin» на своём собственном лейбле Slayana Records. В марте того же года певица подала судебный иск против компании Chameleon Entertainment Group, которая, по словам исполнительницы, отказалась давать ей разрешение на выпуск нового музыкального материала. В июне Норвуд впервые за восемь лет отправилась в большой концертный тур Slayana World Tour, посетив города Европы и Океании. После концерта в Штутгарте 30 июня, гастроли пришлось прервать, поскольку певицу госпитализировали по причине плохого самочувствия. В ноябре Норвуд получила награду Lady of Soul Award на церемонии Soul Train Music Awards, где также исполнила девятиминутное попурри, которое получило высокие оценки в СМИ.

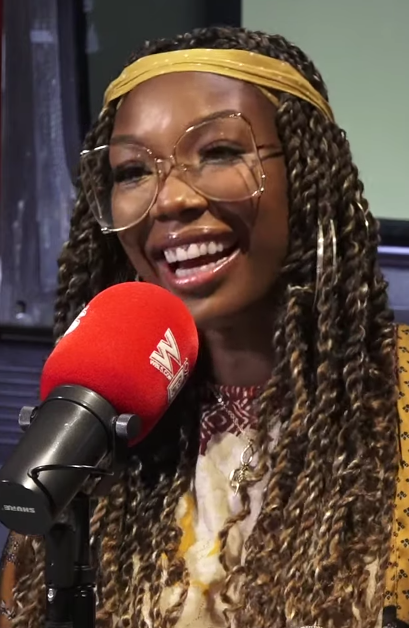
Брэнди Норвуд во время интервью в 2019 году

В январе 2017 года Брэнди вместе с Рей Джеем приняла участие в кулинарном реалити-шоу My Kitchen Rules на телеканале FOX. В июле 2018 года Норвуд начала сниматься в сериале «Звезда». Во втором сезоне она исполняла роль второго плана, однако в третьем и заключительном сезоне её персонаж — Кэсси Браун — стал одним из главных героев. В том же году Брэнди вместе с супергруппой August Greene выпустила кавер-версию песни Sounds of Blackness «Optimistic», а также совместно с нидерландским электронным дуэтом Lucas & Steve записала трек «I Could Be Wrong» — ремейк сингла «I Wanna Be Down», который дебютировал под 47-м номером в хит-параде Billboard Hot Dance/Electronic Songs.
В 2019 году Норвуд удостоилась награды BMI President’s Award на премии BMI R&B/Hip-Hop Awards, проводимой организацией Broadcast Music, Inc.. В июне того же года совместно с канадским певцом Дэниелем Сизаром она записала песню «Love Again» для его второго альбома Case Study 01. Эта композиция стала первым синглом Брэнди, возглавившим хит-парад Billboard Adult R&B Songs, и принесла исполнителям номинацию на «Грэмми» в категории «Лучшее R&B-исполнение». 27 сентября 2019 года, в 25-ю годовщину своего дебютного альбома, певица выпустила трек «Freedom Rings», который закрепился на седьмой позиции в чарте Billboard R&B Digital Songs.

### 2020—настоящее время:B7
В июле 2020 года Норвуд в качестве независимого артиста выпустила седьмой по счёту альбом B7 — первый студийный релиз певицы за восемь лет. Пластинка вышла на собственном лейбле Брэнди Brand Nu Inc., а её дистрибуцией занялась компания eOne Music. Большую часть песен написала и спродюсировала сама певица в сотрудничестве с другими авторами и продюсерами. B7 получил положительные отзывы критиков; Кимберли М. Добин из The Chicago Defender назвала альбом «целостным и наиболее искренним отражением того, кем она является на сегодняшний день как исполнитель». Пластинка закрепилась на 12-й строчке в хит-параде Billboard 200 и возглавила чарт Billboard Independent Albums. Первый сингл с альбома, «Baby Mama», при участии рэпера Chance the Rapper, попал в первую десятку Billboard Digital Song Sales. Второй сингл, «Borderline», занял 30-ю позицию в чарте Billboard R&B/Hip-Hop Airplay.
31 августа 2020 года на студии Tyler Perry Studios в Атланте между Брэнди и Моникой состоялся баттл в рамках онлайн-шоу Verzuz. Этот выпуск просмотрели 1,2 миллионов зрителей во время прямого эфира в Instagram, а телеканал BET поместил его на первую строчку в рейтинге 20 самых запоминающихся моментов 2020 года. 14 октября 2020 года Брэнди выступила на церемонии Billboard Music Awards, где исполнила трек «Borderline», композицию 1999 года «Almost Doesn’t Count» и представила новый сингл «No Tomorrow Pt.2» совместно с рэпером Ty Dolla Sign.
В марте 2021 года Джон Ледженд выбрал Норвуд на роль наставницы своей команды в двадцатом сезоне вокального телепроекта The Voice. В том же месяце Брэнди получила одну из главных ролей в телесериале Queens. В мае Норвуд выпустила песню «Starting Now» в сотрудничестве с Дисней, которая вошла в сборник Disney Princess Remixed — An Ultimate Princess Celebration.

## Дискография

### Студийные альбомы
- Brandy (1994)
- Never Say Never (1998)
- Full Moon (2002)
- Afrodisiac (2004)
- Human (2008)
- Two Eleven (2012)
- B7 (2020)
- Christmas with Brandy (2023)

## Фильмография
| Год       |    | Русское название                             | Оригинальное название                           | Роль                  |
| --------- | -- | -------------------------------------------- | ----------------------------------------------- | --------------------- |
| 1993—1994 | с  | Тея                                          | Thea                                            | Данеша Террелл        |
| 1996—2001 | с  | Мойша                                        | Moesha                                          | Мойша Митчелл         |
| 1997      | тф | Золушка                                      | Cinderella                                      | Золушка               |
| 1997      | мс | Детёныши джунглей                            | Jungle Cubs                                     | Латеция               |
| 1998      | ф  | Я всё ещё знаю, что вы сделали прошлым летом | I Still Know What You Did Last Summer           | Карла Уилсон          |
| 1999      | ф  | Цена успеха                                  | Double Platinum                                 | Кайла Харрис          |
| 2000      | с  | Паркеры                                      | The Parkers                                     | Мойша Митчелл         |
| 2001      | ф  | Осмосис Джонс                                | Osmosis Jones                                   | Ли Эстроген           |
| 2002      | с  | Сабрина — маленькая ведьма                   | Sabrina, the Teenage Witch                      | телефонный хулиган    |
| 2002      | с  | Риба                                         | Reba                                            | телефонный хулиган    |
| 2002      | с  | Подрастающий отец                            | Raising Dad                                     | телефонный хулиган    |
| 2004      | с  | Американские мечты                           | American Dreams                                 | Глэдис Найт           |
| 2005      | с  | Доктор Хаус                                  | House                                           | певица                |
| 2006      | с  | Один на один                                 | One on One                                      | Мишель Макгинти       |
| 2011      | с  | 90210: Новое поколение                       | 90210                                           | Марисса Джексон-Льюис |
| 2011—2012 | с  | До смерти красива                            | Drop Dead Diva                                  | Элиза Шейн            |
| 2012—2015 | с  | Игра                                         | The Game                                        | Шардоне Питтс         |
| 2013      | ф  | Семейный консультант                         | Temptation: Confessions of a Marriage Counselor | Мелинда               |
| 2014      | с  | Душа человека                                | The Soul Man                                    | Рита                  |
| 2016      | ф  | Идеальный выбор                              | The Perfect Match                               | Аватия                |
| 2016      | с  | Зои                                          | Zoe Ever After                                  | Зои                   |
| 2018—2019 | с  | Звезда                                       | Star                                            | Кэсси Браун           |
| 2021—2022 | с  | Королевы                                     | Queens                                          | Наоми                 |
| 2023      | ф  | Самое. Лучшее. Рождество                     | Best. Christmas. Ever!                          | Джеки Дженнингс       |
| 2024      | ф  | Наследники: Возвышение Рэд                   | Descendants: The Rise of Red                    | Золушка               |
| 2024      | ф  | Комната на первом этаже                      | The Front Room                                  | Белинда               |

### Комментарии
1. ↑  По другим данным было продано 16 миллионов экземпляров[43]